# Jacques de Lajoüe
Jacques de Lajoüe (né à Paris en 1686 (ou 1687) où il est mort le 12 avril 1761) est un peintre français. Marié à Marie Derlin, il est le père de Jacques Gabriel, né le 5 juin 1730, fils unique, futur procureur au Châtelet. Le peintre, son épouse et son fils sont représentés dans l'œuvre La famille de l'artiste, visible au Louvre. 
Spécialisé dans les peintures d’ornements et de sujets architecturaux, influencé par Boucher, il était un des plus typiques peintres rocaille du XVIIIe siècle. Il devint membre de l’Académie Royale de Peinture et de Sculpture en 1721. C’était aussi un habile décorateur et dessinateur-architecte.
Il publie notamment en 1740 un recueil de gravures à motifs rocailles décoratifs,  Paysages et Perspectives.

## Œuvres
- La Famille de l’artiste, 1737,  huile sur toile, 124 x 97 cm, Paris, musée du Louvre[3].
- Paysage composé : la rivière, 1737, huile sur toile, 0.82 x 1.02 cm, Paris, Musée du Louvre.
- Parc au Clair de Lune, Potsdam, palais de Sans-Souci.
- L'Astronomie, vers 1735 huile sur toile, 73.5 x 87cm, Musée des beaux-arts de Cambrai.
- Personnages devant la façade d'un palais en ruines, huiles sur toile, 113 x 144 cm, dépôt du musée du Louvre, Gray (Haute-Saône), musée Baron-Martin.
- Naufrage dans une tempête, vers 1730-1737, huile sur toile, collection particulière.

## Dessins
Beaux-Arts de Paris :
- Projet de plafond aux armes du duc d'Orléans, pierre noire, plume et encre noire, lavis gris, jaune, vert, bleu et rouge, gouache blanche, H. 0,375 ; L. 0,214 m[4]. Ce dessin est un projet de plafond de format rectangulaire dont le décor est destiné à être peint en trompe-l'œil. La présence des armoiries de la famille des ducs d'Orléans permet d'identifier un important commanditaire du peintre. Cependant, aux vues de nos connaissance actuelles, il ne semble pas qu'une demeure de la famille d'Orléans ait reçu un décor plafonnant par Jacques de Lajoüe. Le style rocaille du dessin laisse supposer une datation vers 1725-1735[5].
- Cartouche rocaille au trident de Neptune, plume et encre noire, lavis gris, H. 0,204 ; L. 0,171 m[6]. Ce dessin est préparatoire à l'eau-forte exécutée en sens inverse pour l'une des douze planches gravées et publiées par Gabriel Huquier à Paris au mois de septembre 1734, sous le titre de Recueil Nouveau de differens Cartouches[7].
- Cartouche rocaille surmonté d'un porc-épic, plume et encre noire, lavis gris, H. 0,206 ; L. 0,171 m[8]. Ce dessin est préparatoire à l'une des planches du Recueil Nouveau de differens Cartouches, gravée à l'eau-forte et publiée par Gabriel Huquier à Paris en 1734[9].
- La Prosternation chinoise, plume et encre noire, lavis gris, H. 0,337 ; L. 0,202 m[10]. Ce dessin est préparatoire à l'une des quatre planches d'une suite consacrée à différentes activités chinoises : Observation chinoise, Divertissement chinois, et Conversation chinoise. Cette composition représente un vieux prince barbu assis en tailleur sur un ours devant un trône, deux Chinois situés à droite se prosternent devant lui, ce qui explique le titre de la planche. Lajoüe s'inspire pour plusieurs éléments de sa composition de motifs tirés d'estampes du XVIIe siècle traitant des sujets exotiques[11].
- Dessus-de-porte avec escalier dans un jardin, plume et encre noire, lavis gris, vert, jaune et bleu, sur une esquisse à la pierre noire, H. 0,220 ; L. 0,323 m[12]. Ce dessin est préparatoire à un dessus-de-porte. Il représente un jardin en ruines, constitué d'une galerie à arcades et de morceaux d'architecture éparpillés sur le sol. Ce dessin peut être daté vers 1734-1740 en comparant une légère esquisse non retravaillée à la plume au-dessus du motif central avec une gravure de Juste-Aurèle Meissonnier, tirée de son Livre d'ornement, paru chez la veuve de François Chéreau à Paris au printemps de 1734, dont Lajoüe se serait inspiré[13].
- Jeune femme assise dans un décor de jardin, plume et encre noire, lavis gris, sur une esquisse à la pierre noire, H. 0,322 ; L. 0,225 m[14]. Le trait sommaire et le lavis un peu plat de cette feuille laissent supposer qu'elle fut esquissée très rapidement, en reprenant peut-être des éléments d'un projet déjà existant. Ce type d'exécution contraste avec la technique habituelle de l'artiste qui utilise soit la pierre noire, soit la sanguine. Cela s'explique peut-être par le fait qu'il cherche à réemployer certaines de ses compositions pour répondre à une nombreuse clientèle souhaitant acquérir des dessins de sa main[15].

## En images

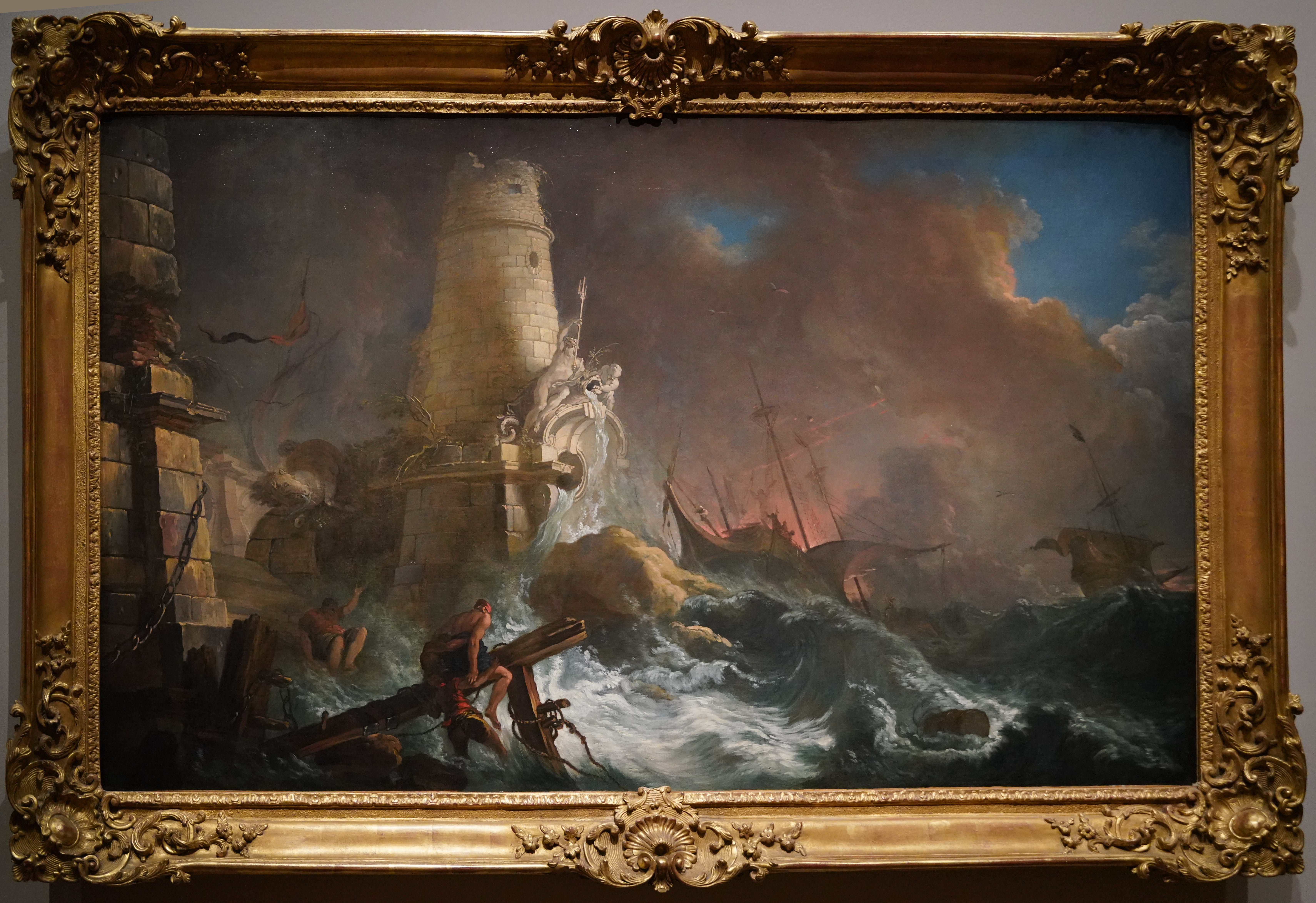
Naufrage lors de l'exposition du Tricentenaire du sacre de Louis XV à Versailles.
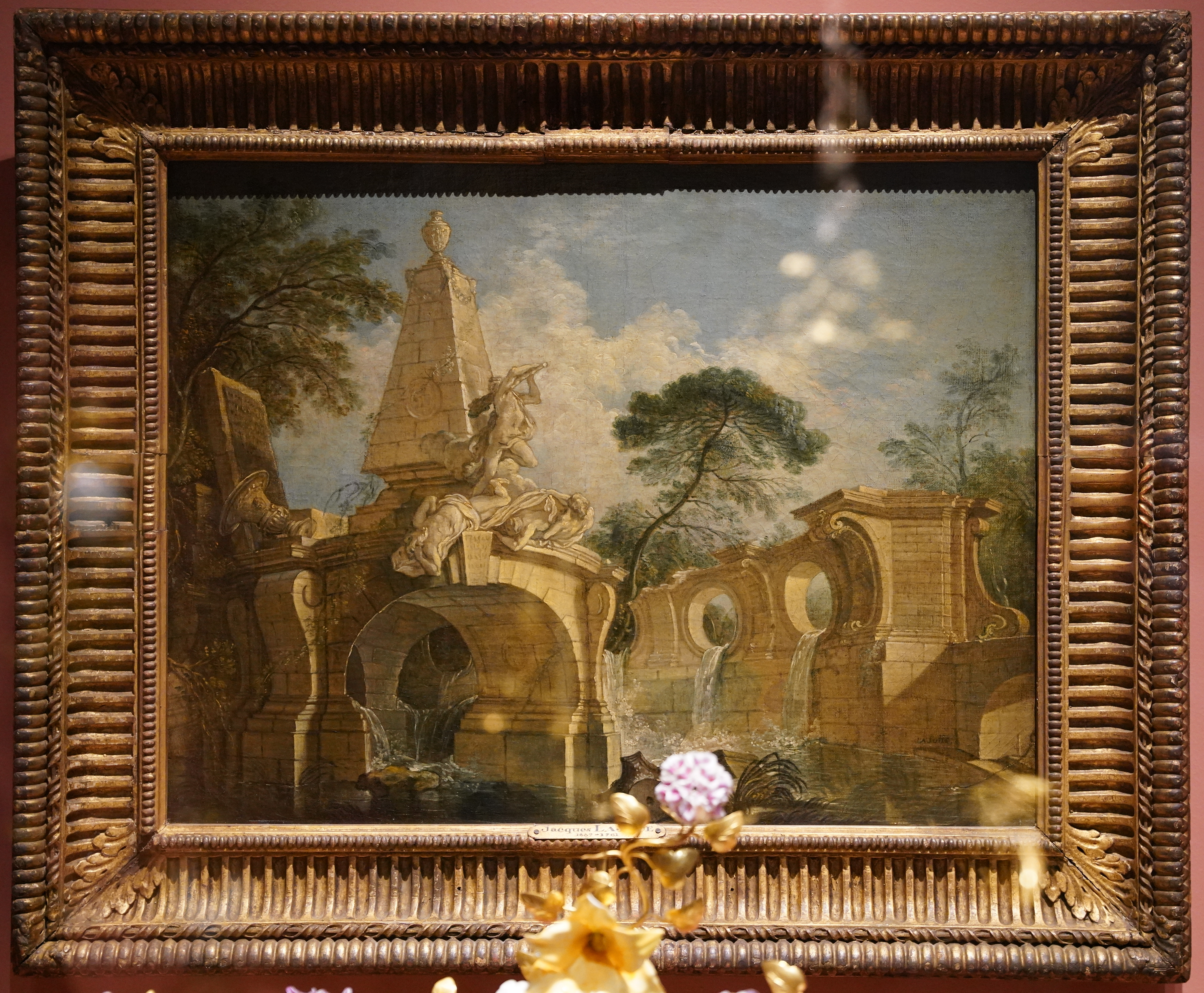
Paysage et architecture.